# Lijst van voetbalinterlands Barbados - Saint Lucia (vrouwen)
Deze lijst van voetbalinterlands is een overzicht van alle officiële voetbalinterlands tussen de nationale vrouwenteams van Barbados en Saint Lucia. De landen hebben tot nu toe drie keer tegen elkaar gespeeld.

## Wedstrijden
| № | Plaats    | Datum             | Competitie                                       | Wedstrijd              | Uitslag |
| - | --------- | ----------------- | ------------------------------------------------ | ---------------------- | ------- |
| 1 | Macoya    | 14 mei 2010       | Noord-Amerikaans kampioenschap 2010 kwalificatie | Barbados − Saint Lucia | 4 − 3   |
| 2 | Kingstown | 22 november 2017  | Vriendschappelijk                                | Barbados − Saint Lucia | 2 − 1   |
| 3 | Kingston  | 30 september 2019 | Olympische Spelen 2020 kwalificatie              | Barbados − Saint Lucia | 3 − 2   |

## Samenvatting
| Competitie                                  | Totaal gespeeld | Winst Barbados | Gelijk | Winst Saint Lucia | Doelsaldo Barbados – Saint Lucia |
| ------------------------------------------- | --------------- | -------------- | ------ | ----------------- | -------------------------------- |
| Olympische Spelen kwalificatie              | 1               | 1              | 0      | 0                 | 3 − 2                            |
| Noord-Amerikaans kampioenschap kwalificatie | 1               | 1              | 0      | 0                 | 4 − 3                            |
| Vriendschappelijk                           | 1               | 1              | 0      | 0                 | 2 − 1                            |
| Totaal                                      | 3               | 3              | 0      | 0                 | 9 − 6                            |